# Ралица Ковачева-Бежан
Ралица Георгиева Ковачева-Бежан (родена на 6 април 1973 г.) е българска актриса и певица.
През 2008 г. получава академичната степен „доктор“ от НАТФИЗ, след успешно защитена аспирантура на тема „Гласът като средство за драматичното“.

## Образование
Основното си образование завършва в 112 ОУ „Стоян Заимов“.
През 1991 г. завършва 22 ЕСПУ „Георги Сава Раковски“ със специалност Хуманитарен профил. Завършва и „Мим студио“ с ръководител Иван Недялков. Същата година кандидатства в НАТФИЗ „Кръстьо Сарафов“ и в Национална музикална академия в естрадния факултет. Приета е и на двете места, но избира НАТФИЗ. Ковачева завършва специалност „актьорско майсторство за драматичен театър“ с отличен успех в класа на професор Крикор Азарян, доцент Тодор Колев и Николай Поляков.

## Актьорска кариера
Има десетки роли в театъра, измежду които Луиза в „Дали имаше дървета или не“ с режисьор Росен Пенчев, Лизи в „Човекът, който донесе дъжд“ на режисьора Вили Цанков, Стоянка в „Службогонци“ под режисурата на Пламен Сираков, Ана в „На хубавия син Дунав“ с режисьор Бина Харалампиева и Ема в „Хоровод“ на режисьора Борислав Чакринов.
Участва още в реклами на М-Тел, Банка ДСК, бульони MAGGI и други, а също така е и водещата на рекламните промоции на Samsung.

## Кариера на озвучаваща актриса
Ковачева-Бежан се занимава с озвучаването на филми, сериали и реклами от около 2000 г. Известни нейни роли в дублажа са Марси Дарси и Кели Бънди в „Женени с деца“, „Моите мили съседи“, „Ел Връзки“, „Малки сладки лъжкини“, „Бул“, както и анимационни персонажи като Бети Ръбъл в „Семейство Флинтстоун“ (дублаж на Арс Диджитал Студио) и Лекси Бъни в „Луди за връзване“ (първи сезон).
Сред ролите й в нахсинхронните дублажи на анимационните филми са Кида в „Атлантида: Изгубената империя“, Нани в „Лило и Стич“, Фокси Локси в „Чикън Литъл“ Елизабет/Зий в „Къща-чудовище“, Линда в „Рио“ и Холи Хайтех в „Колите 2“.
| Актриса      | Заглавия | Роли                                                      |
| ------------ | --- | --------------------------------------------------------- |
| Би Джей Уорд | Флинтстоун хлапета Семейство Флинтстоун: Яба Даба Ду! (дублаж на студио Тайтъл Бе-Ге) Коледата на Семейство Флинтстоун (дублажи на Арс Диджитал Студио и студио Тайтъл Бе-Ге) Коледната песен на Семейство Флинтстоун (дублаж на Арс Диджитал Студио) | Бети Брикър Бети Ръбъл                                    |
| Джанет Уолдо | Семейство Флинтстоун (дублаж на Арс Диджитал Студио) Семейство Флинтстоун: Яба Даба Ду! (дублаж на студио Тайтъл Бе-Ге) | Пърл Слегхупъл, Пебълс като голяма и други Пърл Слегхупъл |
| Джун Форей   | Семейство Флинтстоун (дублаж на Арс Диджитал Студио) Шантава Коледа | Баба Динамит Баба                                         |
| Лесли Ман    | Рио Рио 2 | Линда Гъндерсън                                           |
| Меган Мълали | Семейство Флинтстоун: Яба Даба Ду! (дублаж на студио Тайтъл Бе-Ге) Коледата на Семейство Флинтстоун (дублажи на Арс Диджитал Студио и студио Тайтъл Бе-Ге)                                                                                            | Пебълс Флинтстоун Пебълс Флинтстоун-Ръбъл                 |
| Тия Карере   | Лило и Стич Лило и Стич: Сериалът | Нани Пелекай                                              |

## Други дейности
През 2004 г. с Мариана Йотова създават групата K2, чийто репертоар включва над 60 песни на различен език. Авторските им проекти включват „Вик“, „Либе“ и „Сняг се сипе“.
В периода 2000–2002 тя преподава в НАТФИЗ като асистент на Крикор Азарян и Елисавета Сотирова. От 2013 г. е преподавател по „Правоговор и сценична реч“, заедно с професор Иванка Бенчева.

## Личен живот
Ковачева-Бежан е омъжена и има едно дете.
Тя има лилав колан по Таекуон-до.

## Участия в театъра

### Сезон 2008-2009
- „Хоровод“ – Ема

### Сезон 2007-2008
- „Плейбек“ – Ади Поса, Соня

### Сезон 2006-2007
- „Посоката далеч от теб“ – Софи, Ирине
- „Паника в хотела“ – Ева
- „Плейбоят от джендема“ – вдовицата Куин

### Сезон 2005-2006
- „Тя в отсъствие на любов и смърт“ – Тя
- „На хубавия син Дунав“ – Ана
- „Комедия без име“ – Кичка
- „Къща“ – Свободка

### Сезон 2003-2004
- Музикална шоу програма – Убан Тауър Ленд в Тегу, Южна Корея

### Сезон 2002-2003
- „Едип цар“

### Сезон 2001-2002
- „С любовта шега не бива“ – Камий
- „Куклен дом“ – Кристине

### Сезон 2000-2001
- „Доне си ми главата на принца“ – Илит
- „Службогонци“ – Стоянка

### Сезон 1999-2000
- „Човекът, който донесе дъжд“ – Лили
- „Любовни етюди“ – Сара, Мег

### Сезон 1998-1999
- „Роберто Зуко“ – Сестрата, Проститутката
- „Подземният“ – Студентката

### Сезон 1997-1998
- „Четири портрета на майки“ – Рут
- „Дали имаше дървета или не“ – Луиза
- „Притчи за страстта“ – Лейди Ана, Жулиета, Маргарита
- „Доне си ми главата на принца“ – Илит
- „На хубавия син Дунав“ – Ана
- „Посоката далеч от теб“ – Софи
- „Плейбоят от Джендема“ – вдовицата Куин
- „Роберто Зуко“ – Проститутката
- „Службогонци“ – Стоянка
- „С любовта шега не бива“ – Камий
- „Човекът, който донесе дъжд“ – Лизи
- „Любовникът“ – Сара
- „В отсъствие на любов и смърт“ – Тя

## Филмография

### Филми
| Година | Заглавие                     | Роля                         | Режисьор                      |
| ------ | ---------------------------- | ---------------------------- | ----------------------------- |
| 2001   | Версенженторикс              | Слугиня на Котос             | Жак Дорфман                   |
| 2002   | Бай Ганьо се връща от Европа | Любовницата                  | Иван Ничев                    |
| 2010   | Късна есен                   | Нина                         | Иво Илиев                     |
| 2002   | Семейство                    | Майката                      | Драгомир Шолев                |
| 2016   | Христо                       | Работничка в социална служба | Григор Лефтеров Тодор Мацанов |

### Телевизия
| Година       | Заглавие                          | Роля             | Режисьор               |
| ------------ | --------------------------------- | ---------------- | ---------------------- |
| 90-те години | Как да ги стигнем с.. Тодор Колев |                  |                        |
| 2001         | Сбогом, Лили                      | Лили             | Валери Милев           |
| 2002         | Тя и той                          | Сандра           | Станислав Тодоров-Роги |
| 2008         | Магна Аура - изгубеният град      | Асистентката     | Ирина Попова           |
| 2013         | Столичани в повече                | Съпруга на Антон | Александър Кьосев      |